# Christian Raue

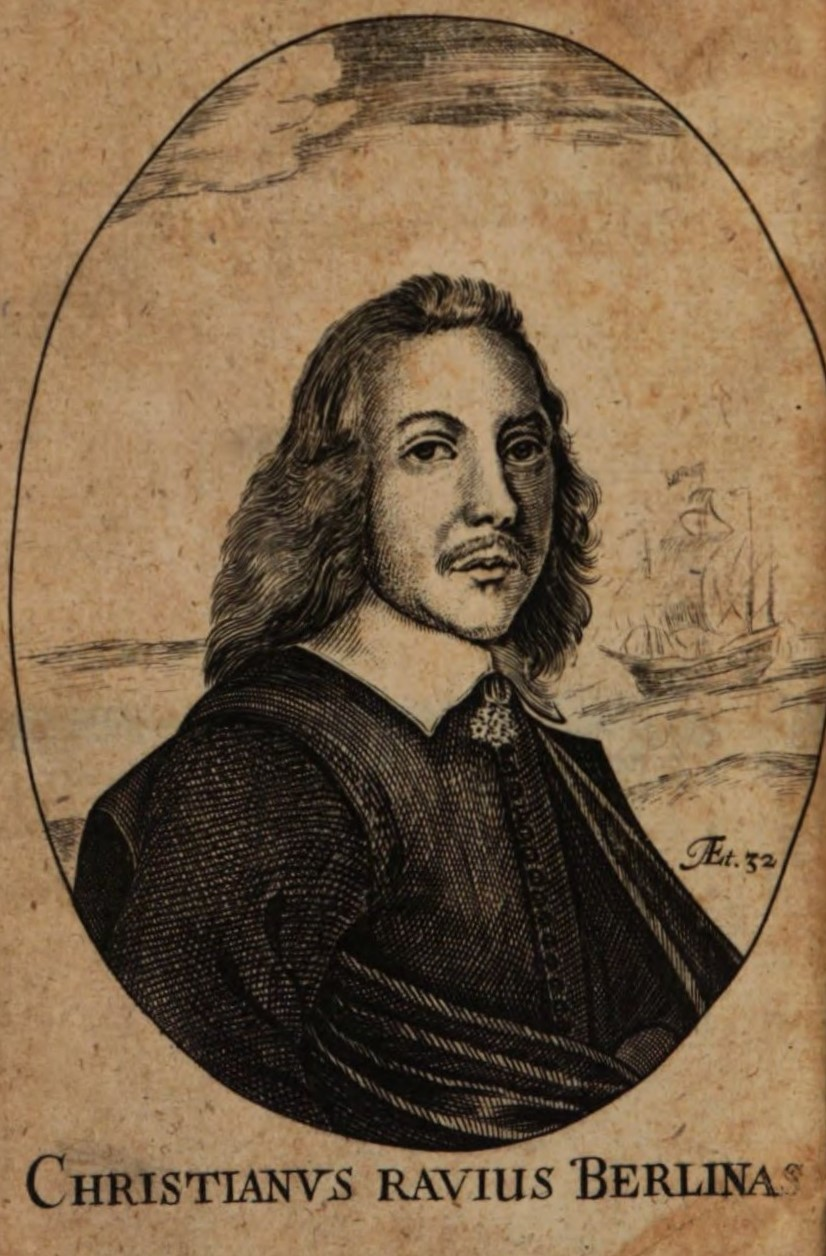
Porträt des Christian Raue (1613–1677) aus A generall grammer (London 1650)

Christian Raue (latinisiert Ravius, besonders im Englischen auch Ravis; * 25. Januar 1613 in Berlin; † 21. Juni 1677 in Frankfurt (Oder)) war ein deutscher Orientalist und Theologe.

## Leben und Wirken
Raue wurde am 25. Januar 1613 in Berlin als der Sohn des Diakonus an St. Nicolai, Johannes Raue, geboren und erhielt wie sein älterer Bruder Johann Raue seine Schulbildung auf dem Berlinischen Gymnasium zum Grauen Kloster. Er begab sich 1630 nach Wittenberg, wo er Theologie studierte, sich aber vornehmlich mit orientalischen Sprachen beschäftigte. Vorübergehend scheint er sich in den nächsten Jahren auch in Königsberg, Leipzig und Rostock aufgehalten zu haben. Im Jahre 1636 wurde er in Wittenberg Magister; anschließend hielt er sich zu weiteren Studien in Hamburg, Uppsala, Kopenhagen, Sorø, Leiden und Amsterdam auf. Mitte 1638 ging er nach England, von dort aus 1639 nach Smyrna und schließlich als Sekretär an die niederländische Gesandtschaft am türkischen Hof in Konstantinopel. Nach dreijährigem Aufenthalt im Orient kehrte er 1642 über England in die Niederlande zurück. 1643 wurde er Professor der orientalischen Sprachen an der Universität Utrecht, 1645 in Amsterdam. Wie der bis heute erhaltenen Widmung zu entnehmen ist, vermachte Raue während seiner Zeit in Utrecht ein von Jesuiten in den 1590er Jahren in Japan gedrucktes Beichthandbuch – heute das weltweit einzige bekannte Exemplar dieser Ausgabe, die Raue selbst für ein chinesisches Buch hielt – der dortigen Bibliothek. 1647 ging er wieder nach England, wo er 1648 Professor und Bibliothekar am Magdalen College in Oxford wurde. Schon im übernächsten Jahr wechselte er auf eine Professur an der Universität Uppsala, die er bis 1669 innehatte, unterbrochen durch Tätigkeiten als Bibliothekar und Dolmetscher am Hof von König Karl X. Gustav in Stockholm. Ab 1669 lehrte er in Kiel. 1672 kehrte er in die Heimat zurück und wurde Professor an der Universität in Frankfurt a. d. Oder und starb dort nach fünfjähriger Tätigkeit am 21. Juni 1677.
Gemeinsam mit dem Kieler Professor Matthias Wasmuth rief Raue 1670 mit der Schrift Literae circulares zur Gründung eines Collegium Orientalis auf, das durch eine bessere Sprachausbildung der Theologiestudenten die Judenmission fördern sollte. Darin wird die Hoffnung vernehmbar auf „leichtere und fördersame Fortpflanzung der wahren christlichen Religion unter den Ungläubigen, vornehmlich unter den Juden und zum Teil […] auch unter einigen Mahometisten [sc. Muslimen] […], zu heilsamer Förderung der Ehren Gottes und […] des Heils vieler tausend armen Seelen“.
Seine Grabinschrift in der Marienkirche in Frankfurt (Oder) soll wie folgt lauten:
| Aeternitati! Hem Viator! CHRISTIANUS RAVIUS, Chronologus & Philosophus, Berolini An. MDCXIII. natus, Peregrinat. per Europam, Asiam & Africam Orbi notus, Eruditione Ultraj. Amstel. Oxon. Ups. Kilon. Et tandem hic Francof. Publice professa celeberrimus, XIV. Ling. notitia inclytus, Liberis superstitibus IV. Ex Conjuge Christina[,] Andreae Consulis in Nortkopen Et Legati Regni Svecici Filia, Episcopi de Stengnes Sorore, Post duos praedefunctos felix, Scriptis & Fama immortalis, Anno M DC LXXVII. Tantillum loci hic invenit. | Für die Ewigkeit! Oh, Reisender! Christian Raue, Chronologe und Philosoph, geboren im Jahre 1613 zu Berlin, bekannt in der Welt durch seine Reisen durch Europa, Asien und Afrika, gefeiert für seine zu Amsterdam, Oxford, Uppsala, Kiel und schließlich hier in Frankfurt öffentlich anerkannte Gelehrsamkeit, berühmt für seine Kenntnis von 14 Sprachen, unsterblich durch seine vier überlebenden Kinder, von seiner Frau Christina, des Andreas, Konsul in Nortkopen und Gesandter des schwedischen Reiches, Tochter, des Bischofs von Strängnäs Schwester [eigtl. Nichte], nach zwei vorher Gestorbenen geboren, durch seine Schriften und seinen Ruf, fand hier im Jahre 1677 einen kleinen Platz. |

## Werke
- Dissertatio mathematica proponens novum summumque totius matheseos inventum problemata omnia certa methodo inveniendi, & inventa solvendi. Paris 1639 (Digitalisat)
- Consilium peregrinationis Christiani Ravii Berlinensis ad Georgium Reedtz. Kopenhagen 1642 (Digitalisat)
- De scribendo lexico Arabico-Latino dissertatio. Ad nobilissimum & amplissimum senatum Traiectinum Orientalium rerum & linguarum patronum. Utrecht 1643 (Digitalisat)
- Iohannis Ravii, Christiani Ravii und Jacobi Ravii Hertzliche Condolenz vber dem Schmertzlichen jedoch Christlichen vnd sanfften Hintrit des ... Dn. Martini Ravii Berlinatis Ihres Vielgeehrten vnd Hertzgeliebten Bruders/ als Er noch nicht 15. Jahr Alt/ den 19. Septemb. 1643. Zu Copenhafen im Königreiche Dennemarck ... Christlich und Sälig verschieden. Amsterdam 1643 (Digitalisat)
- Panegyrica prima Orientalibus linguis dicta in illustrissimo & frequentissimo auditorio Rheno-Traiectino propridie nonarum Octobris anni M D C XLIII. Utrecht 1643 (Digitalisat)
- Panegyrica secunda Orientalibus linguis dicta, in splendidissimo & florentissimo auditorio Rheno-Trajectino, postridie nonarum Octobris anni M D C XLIII. Utrecht 1644 (Digitalisat)
- Christiani Ravii Berlinatis, ex Oriente feliciter reducis, Obtestatio ad universam Europam, pro discendis rebus et linguis Orientalibus, ac conjungenda Africae atque Asiae eruditione, Constantinopoli ante quadriennium scripta, et nunc demum publicata in alma studiorum omnium urbe Vltraiectina. Utrecht 1644 (Digitalisat)
- Specimen Lexici Arabico-Persico-Latini. Leiden 1645
- Christian Ravy Berlinas his annotations upon the Ebrue grammar of P. Martinius. In: מפתח לשון הקדש that is The key of the holy tongue. VVherein is contained, first the Hebrue grammer (in a manner) word for word out of P. Martinius. ... Englished ... by Iohn Udall. Carefully corrected ... by a Iew Rabine. The second edition. Amsterdam 1645, S. 165–192[=194] (Digitalisat); später mit expliziter Angabe The second edition, with the annotations of Christian Ravis Berlinas. Amsterdam 1650 (Digitalisat), ebenso bereits Amsterdam 1648[5] – Raues Anmerkungen ggf. auch separat Amsterdam 1646?
- Prima tredecim partium Alcorani Arabico-Latini. [Amsterdam 1646] (Digitalisat [Exemplar des Tresoar, mit persönlicher Widmung an den Theologen Johann Cloppenburg])
- Praefatio in manuale concordantiarum Ebraeo-Chaldaearum. Amsterdam 1646 (Digitalisat) – auch unter dem Titel Praefatio de facilitate linguae Orientalis (vgl. hierzu S. 1 im Werk) angesprochen
- Orthographiae et analogiae (vulgò etymologiae) Ebraicae delineatio juxta vocis partes abstractas I. Consonas. II. Vocales. III. Accentus. Amsterdam 1646 (Digitalisat [Exemplar der UB Amsterdam, mit persönlicher Widmung])
- Christiani Ravii Berlinatis sesqi-decuria epistolarum adoptivarum ex varijs orbis partibus commissarum circa Orientalium studiorum promovendorum curam. London 1648 – auch enthalten in A generall grammer in der Ausgabe London 1650, s. u.
- A discourse of the Orientall tongues viz. Ebrew, Samaritan, Calde, Syriac, Arabic, and Ethiopic. Together with a generall grammer for the said tongues. London 1648, London 1649 (Digitalisat)
- A generall grammer for the Hbrew, Samaritan, Calde, Syriac, Arabic, and Ethopic tongue. London 1649
- A generall grammer for the ready attaining of the Ebrew, Samaritan, Calde, Syriac, Arabic, and the Ethiopic languages. With a pertinent discourse of the Orientall tongues. London 1650 (Digitalisat)
- (anonym, jedoch Raue zugeschrieben:) Discordia concors, sive enarratio familiaris alicuius colloquii de concilianda Lutherana & Reformata religione habiti. Edita a quodam concordiae & veritatis amante. S.l. 1663, VD17 23:646255R
- Specimen versionis ad literam Geneseos. Uppsala 1665, auch abgedruckt in Commercii epistolici Norimbergensis particula II, Altdorf 1757 (Digitalisat)
- Spolium Orientis, Christiano orbi dicatum, sive catalogus manuscriptorum Orientalium in omni scibili. Kiel 1669 (Digitalisat)
- Apollonii Pergaei conicarum sectionum libri V. VI. & VII in Graecia deperditi, jam vero ex Arabico manuscripto ante quadringentos annos elaborato opera subitanea Latinitate donati. Kiel 1669 (Digitalisat)
- (mit Matthias Wasmuth:) Literae circulares Wegen Errichtung eines Collegii Orientalis, Zu Auffnamb und propagation der Orientalischen Sprachen und Studien/ und darinn Auffbringung solcher Subjectorum, Die zufoderst zu unserer eigenen Kirchen und Academien hohen Nutzen/ dann auch (da es gelegenheit durch GOttes Gnade geben solte) künfftig zu Fortpflanzung der wahren Christlichen Religion, zu gebrauchen sein möchten. Kiel 1670 (Digitalisat)
- Orbis Hieraticus ephemeriarum Leviticarum per quinquagenos Jojaribi ordines distributus. Berlin 1670
- Ex eodem unica vera et infallibilis Chronologia Biblica. Kiel 1670 (Digitalisat)
  - vgl. hierzu Abraham Calov: Discussio infallibilitatis novae chronologiae Biblicae Dn. Christiani Ravii ... hoc anno Kilonii editae. Wittenberg 1670 (Digitalisat) und die nachfolgende Excussio (1671)
- Synopsis chronologiae Biblicae infallibilis. Berlin 1670 (Digitalisat)
- Excussio ineptae discussionis Dn. D. Abrahami Calovii, super verissima temporum canonica ratione, hoc est, infallibilitate chronologias Biblicae. Kölln (Spree) 1671 (Digitalisat)
- Per serenissimum ac potentissimum principem Electorem Brandenburgicum Dn. Dn. Fridericum Guilielmum dominum suum clementissimum constitutus, et inclyti senatus academici consensu receptus professor Orientalium & in specie sancta L. ac insuper chronologiae sacrae ordinarius M. Christianus Ravius Berlinas, ... omnes & singulos devotissime & officiose rogat, ut comparere ne dedignentur ad orationem inauguralem lectionibus publicis proxima die Sabbati 6. Jul. H. 9. praemittendam. Frankfurt (Oder) 1672 (Digitalisat)
- Arcana Biblica. Frankfurt (Oder) 1675
- Fons Sionaeus. Epitomes concordantiarum Hebraicarum cl. viri Johannis Buxtorfii, nunc scholis Europae propinatus. Frankfurt (Oder) 1676 (Digitalisat)
- Concordantiarum Hebraicarum & Chaldaicarum Johannis Buxtorfii, epitome. ad instar lexici cumque indice Latino. Berlin, Frankfurt 1677 – in zwei Varianten: 1) VD17 7:702811P, hier korrekt „(... ling. sacrae) pariter (et chronol. Biblicae prof. ordinarii ...)“ im Titel (Digitalisat), 2) VD17 3:005967V, hier mit Druckfehler „pat[!]riter“, doi:10.25673/opendata2-20079.

Disputationen:
- Disputatio de dudaim Rubenis. Quae cum approbatione & consensu amplissimae facult. philosoph. praeside Christiano Ravio Berlinate, ... respondente Georgio Silnaeo Sudermanno, ... habebitur a. d. 26. Aprilis anni M. DC. LVI. in auditorio vet. majori. Uppsala 1656 (Digitalisat)
- Disputatio de rubenis Dudaim, seu inventis praecocibus ficis, eisque una cum ramis matri Leae allatis. Gen. 30. Quae cum consensu amplissimae facult. philosoph. praeside Christiano Ravio Berlinate, ... respondente Andrea Laurentii Holmenio, ... habebitur a. d. 14. Iunij anni M. DC. LVI in auditorio vet. majori. Uppsala 1656 (Digitalisat)
- Disputatio in XIX. postremos versus Genes. XXX. Quæ cum consensu amplissimae facult. philosoph. præside Christiano Ravio ... respondente Canuto Abrah. Hahn/ Smolando, ... habebitur a. d. 18. Iunij anni M. DC. LVI in auditorio Gustaviano. Uppsala 1656 (Digitalisat)
- Sylloge quaestionum miscellanearum, quas cum consensu amplissimi ordinis philosophici acad. Upsaliensis, sub præsidio praeclarissimi viri Christiani Ravii Berlinatis ... in auditorio Gustaviano majori D. v. Martii horis a septima matutinis publico examini subjiciet Joh. Komstadivs Wex. Uppsala 1664 (Digitalisat)
- Dissertatio philosophica de fato quam cum consensu & approbatione amplissimae facultatis philosophicae in inclyta Acad. Upsaliensi, ... sub praesidio viri praeclarissimi M. Christiani Ravii ... pro consuetis in philosophiâ honoribus consequendis placido eruditorum examini submittit Benedictus J. Wigaeus Wexionensis in auditorio Gustaviano majori, ad diem 8. Decemb. horis matutinis, anno MD CLXIV. Uppsala 1664 (Digitalisat)
- Disputatio chronologica de adventuali plenitudine temporis J. C. in carnem a priori deducta, ex historia anni diluvialis. Frankfurt (Oder) 1673 (Digitalisat)